# BanG Dream!
BanG Dream!, também conhecido como Bandori! (バンドリ！) é uma franquia de mídia musical japonesa de propriedade da Bushiroad. Criado pelo presidente da Bushiroad, Takaaki Kidani, em janeiro de 2015 com história original de Kō Nakamura, o projeto começou como um mangá antes de se expandir para outras mídias. Além de outros mangás, BanG Dream! inclui uma série de televisão de anime, shows ao vivo, singles e álbuns, VTubers e o jogo de ritmo para celular BanG Dream! Girls Band Party! da Craft Egg.
A premissa da franquia é baseada em bandas femininas cujos membros também são dubladores no anime e no jogo para celular; em 2024, o projeto tinha nove grupos, seis dos quais são capazes de tocar os instrumentos de seus respectivos personagens e oito que são apresentados no jogo para celular. A primeira banda, Poppin'Party, foi formada em fevereiro de 2015, e outros grupos foram introduzidos em 2017 com o lançamento do jogo para celular: Roselia, Afterglow, Pastel Palettes e Hello, Happy World!. Em 2018, uma banda de apoio chamada The Third foi renomeada para Raise A Suilen e se juntou à série, seguida por uma sétima unidade chamada Morfonica em 2020. Uma expansão posterior em 2022 introduziu MyGO!, Ave Mujica e Mugendai Mewtype. Para apresentações ao vivo, as dubladoras de Poppin'Party, Roselia, Raise A Suilen, Morfonica, MyGO! e Ave Mujica tocam suas próprias músicas, enquanto as outras se limitam aos vocais.
O anime, que segue representações fictícias das bandas, tem três temporadas de 13 episódios cada. A primeira temporada, produzida por Issen (OLM com Bushiroad) e Xebec, foi ao ar de janeiro a abril de 2017. Sanzigen assumiu as funções de produção da segunda e terceira temporadas, que foram transmitidas respectivamente no inverno de 2019 e 2020. Um filme centrado em shows BanG Dream! Film Live foi lançado em 2019, seguido por uma sequência Film Live 2nd Stage em 2021. Três filmes focados em bandas também foram produzidos: a série Episode of Roselia de duas partes estreou em 2021, seguida por BanG Dream! Poppin'Dream! estreou em 2022. As séries de anime spin-off incluem BanG Dream! Girls Band Party! Pico e suas sequências Pico: Ohmori e Pico Fever! por Sanzigen com DMM.futureworks e Pastel Life por Studio A-Cat. Um anime seguindo MyGO! intitulado It's MyGO! foi ao ar de junho a setembro de 2023. A sequência de It's MyGO! intitulada Ave Mujica - The Die is Cast - está programada para estrear em janeiro de 2025.

## Enredo
BanG Dream! acompanha Kasumi Toyama, uma garota despreocupada e novata na Hanasakigawa Girls' High School. Durante suas primeiras semanas na escola, ela tenta entrar em vários clubes em um esforço para redescobrir o "Star Beat", um sentimento "brilhante e de tirar o fôlego" que ela experimentou ao olhar para as estrelas no céu noturno quando criança.
Um dia, ao retornar da escola, ela vê uma trilha de adesivos de estrelas que a levam a uma loja de penhores de propriedade de sua colega de classe Arisa Ichigaya. Na área de armazenamento, ela encontra uma guitarra em forma de estrela com adesivos brilhantes e rapidamente se apega a ela. As duas mais tarde visitam uma casa de shows local, Space, onde Kasumi decide criar uma banda ao assistir a uma apresentação de um grupo chamado Glitter Green. Ela então recruta Arisa e três de suas colegas de classe - Sāya Yamabuki, Tae Hanazono e Rimi Ushigome - para se juntarem a ela, embora estejam relutantes por motivos pessoais. Apesar de suas dúvidas iniciais, as cinco superam muitos obstáculos e, finalmente, concordam em formar a banda "Poppin'Party". Com suas companheiras de banda, Kasumi encontra a emoção que estava procurando.
Durante seu primeiro ano do ensino médio, Poppin'Party conhece e faz amizade com quatro bandas femininas em Hanasakigawa e na vizinha Haneoka Girls' High School, cada uma com suas próprias histórias: Afterglow consiste em cinco amigas de infância que mantêm sua amizade por meio da música; Pastel Palettes é um grupo ídolo que é capaz de tocar seus próprios instrumentos; Roselia é uma banda de rock gótico que se esforça para se tornar a banda perfeita; e Hello, Happy World! é uma banda excêntrica que busca espalhar felicidade. Como alunas do segundo ano, elas encontram Raise A Suilen, um grupo de música eletrônica que visa revolucionar o gênero de banda feminina, e Morfonica, uma banda clássica recém-formada de calouros na Tsukinomori Girls' Academy com sonhos de mudar a si mesmas para melhor.

## Mídia

### Anime
Em 2023, a adaptação principal da franquia para anime consiste em três temporadas. A Sentai Filmworks licencia a série para lançamento digital e doméstico em regiões como América do Norte, Oceania e Europa; a empresa também transmite simultaneamente a segunda e a terceira temporadas em sua plataforma HIDIVE. No Sudeste Asiático e no Sul da Ásia, a Muse Communication detém os direitos do programa.
A primeira temporada, que foi animada por Issen e Xebec e dirigida por Atsushi Ōtsuki, foi ao ar de 21 de janeiro a 22 de abril de 2017, na Tokyo MX. A série de 13 episódios segue a criação de Poppin'Party e a banda toca a música tema de abertura e encerramento do programa "Tokimeki Experience!" e "Sparkling Dreaming: Sing Girls". O anime foi transmitido pela Anime Network e pela Crunchyroll, e mais tarde foi lançado em sete volumes de Blu-ray e DVD. Um episódio de animação em vídeo original recebeu exibições antecipadas antes de estar disponível no sétimo volume de BD/DVD lançado em 22 de novembro.

### Spin-offs e filmes
Fora da série principal, dois spin-offs chibi chamados Pastel Life e BanG Dream! Girls Band Party! Pico foram ao ar em maio e julho de 2018, respectivamente. O Studio A-Cat trabalhou em Pastel Life com a liderança de Tommy Hino, enquanto Pico foi animado por Sanzigen em conjunto com DMM.futureworks e dirigido por Seiya Miyajima. Uma segunda temporada de Pico intitulada BanG Dream! Girls Band Party! Pico: Ohmori' foi ao ar de maio a outubro de 2020. Uma terceira temporada de Pico intitulada BanG Dream! Girls Band Party! Pico Fever! foi ao ar de 7 de outubro de 2021 a 31 de março de 2022.
BanG Dream! Film Live, um filme de concerto animado por Sanzigen e estrelado pelas cinco bandas originais, estreou em 13 de setembro de 2019. O filme foi dirigido por Tomomi Umetsu com roteiro de Nakamura; além do elenco principal, Kazuyuki Ueda e Elements Garden retornaram para reprisar seus papéis como designer de personagens e produtor musical, respectivamente. Depois de estrear em 56 cinemas, o filme arrecadou aproximadamente ¥ 300 milhões de bilheteria em seu primeiro mês. Após adquirir sua licença em agosto de 2020, a Sentai conduziu exibições cinematográficas limitadas do filme, além do lançamento doméstico. Uma sequência, BanG Dream! Film Live 2nd Stage, adiciona Morfonica e Raise A Suilen ao elenco e estreou em 20 de agosto de 2021. A sequel, BanG Dream! Film Live 2nd Stage, adds Morfonica and Raise A Suilen to the cast and premiered on August 20, 2021.
Uma série de filmes em duas partes com foco em Roselia chamada BanG Dream! Episode of Roselia (cada um com o subtítulo Promise e Song I am.) teve um lançamento nos cinemas em 2021; Promise estreou em 23 de abril, enquanto Song I am. estreou em 25 de junho. A plataforma de streaming online Eventive exibiu os dois filmes nos Estados Unidos. Um filme centrado em Poppin'Party intitulado BanG Dream! Poppin'Dream! estreou em 1º de janeiro de 2022. No Brasil a animação é transmitida simultaneamente e licenciada pela Crunchyroll, em todo o mundo.
Uma adaptação de série de anime para televisão centrada em MyGO!, intitulada BanG Dream! It's MyGO!, foi anunciada em 9 de abril de 2023. É dirigida por Kōdai Kakimoto, com Yuniko Ayana escrevendo e supervisionando os roteiros da série. Estreou em 29 de junho de 2023, com três episódios estreando no mesmo dia, e foi ao ar até 14 de setembro de 2023. No Brasil a animação é transmitida simultaneamente e licenciada pela Crunchyroll, em todo o mundo, exceto os países da Ásia. A Muse Communication licenciou a animação na região sul e sudeste da Ásia.
Uma sequência de It's MyGO!, intitulada BanG Dream! Ave Mujica, foi anunciada após a exibição do décimo terceiro episódio em setembro de 2023. Kōdai Kakimoto retornou para dirigir a sequência, com Yuniko Ayana também retornando para escrever e supervisionar os roteiros da série. A estreia está marcada para 2 de janeiro de 2025. A Crunchyroll havia licenciado originalmente a série no Brasil, porém ela foi retirada da lista de sua transmissão simultânea por motivos desconhecidos. Atualmente não se sabe em qual plataforma seria transmitido.